# Grönfinkar
Grönfinkar (Chloris) är ett litet släkte med finkar som förekommer i Europa och Asien. Länge placerades grönfinkarna i det stora släktet Carduelis tillsammans med bland annat siskorna och hämplingarna. DNA-studier har dock visat att de inte är varandras närmaste släktingar. Grönfinkarna är istället närmast släkt med ökenfink (Rhodospiza obsoleta) och guldvingefinkarna i Rhynchostruthus. Släktets vetenskapliga namn Chloris härstammar från grekiskans "khloris" eller χλωρίς, från "khloros" eller χλωρός, vilket betyder "gröngul", "ljusgrön", "ljus", "blek" eller "färsk".

## Arter i släktet
Släktet omfattar fem nu levande arter:
- Grönfink (Chloris chloris)
- Orientgrönfink (Chloris sinica)
- Himalayagrönfink (Chloris spinoides)
- Vietnamgrönfink (Chloris monguilloti)
- Svarthuvad grönfink (Chloris ambigua)

Ytterligare två arter utdöda under holocen finns beskrivna, båda tidigare förekommande i Kanarieöarna:
- Palmagrönfink (Chloris triasi)
- Smalnäbbad grönfink (Chloris aurelioi)